# Amir Hossein Jamshidian
Amir Hossein Jamshidian Ghalehsefidi, né le 13 janvier 1999 à Ispahan, est un coureur cycliste iranien.

## Biographie
En avril 2019, il se classe troisième du championnat d'Asie du contre-la-montre espoirs.

## Palmarès sur route

### Par année
- 2016
  -  Médaillé d'argent du championnat d'Asie du contre-la-montre juniors
- 2017
  -  Médaillé de bronze du championnat d'Asie sur route juniors
- 2019
  -  Champion d'Iran du contre-la-montre espoirs
  -  Médaillé de bronze du championnat d'Asie du contre-la-montre espoirs
- 2021
  - 3e du championnat d'Iran sur route espoirs
- 2022
  - 3e du championnat d'Iran du contre-la-montre

### Classements mondiaux
| Année         | 2018 |
| ------------- | ---- |
| UCI Asia Tour | 718e |

## Palmarès sur piste

### Championnats d'Asie
- 2016
  -  Médaillé de bronze du scratch juniors

### Championnats nationaux
- 2019
  -  Champion d'Iran de poursuite par équipes (avec Mohsen Rahmani, Mehdi Bidram Gorgabi et Mohammad Rajablou)
  -  Champion d'Iran de l'américaine (avec Mohammad Rajablou)
  - 2e du championnat d'Iran de poursuite
  - 3e du championnat d'Iran de course aux points
- 2021
  - 2e du championnat d'Iran de l'américaine
  - 3e du championnat d'Iran de poursuite par équipes
  - 3e du championnat d'Iran de course aux points